# Bouelles
Bouelles är en kommun i departementet Seine-Maritime i regionen Normandie i norra Frankrike. Kommunen ligger i kantonen Neufchâtel-en-Bray som tillhör arrondissementet Dieppe. År 2022 hade Bouelles 264 invånare.

## Befolkningsutveckling
Antalet invånare i kommunen Bouelles
| Referens: INSEE |